# Echthromyrmicinae
De Echthromyrmicinae vormen een onderfamilie van netvleugelige insecten die behoort tot de familie mierenleeuwen (Myrmeleontidae). 

## Taxonomie
Er is een enkel geslacht dat valt onder een geslachtengroep, onderstand een indeling.
Onderfamilie Echthromyrmicinae

- Tribus Echthromyrmicini
  - Geslacht Echthromyrmex